# Sauris angulosa
Sauris angulosa là một loài bướm đêm trong họ Geometridae.